# Siegfried Haenicke
Siegfried Haenicke (* 8. September 1878 in Konstanz; † 19. Februar 1946 im Speziallager Mühlberg/Elbe) war ein deutscher General der Infanterie im Zweiten Weltkrieg.

## Leben
Haenicke trat am 13. März 1897 aus dem Kadettenkorps kommend als Sekondeleutnant in das 6. Pommersche Infanterie-Regiment Nr. 49 in Gnesen ein. Ab 15. September 1900 fungierte er als Bataillonsadjutant, wurde vom 1. Oktober 1904 bis 21. Juli 1907 an die Preußische Kriegsakademie kommandiert sowie zwischenzeitlich am 18. Mai 1907 zum Oberleutnant befördert. Nachdem Haenicke am 18. Dezember 1912 Hauptmann geworden war, versetzte man ihn als solchen ab 18. April 1913 in den Stab des 1. Ermländischen Infanterie-Regiments Nr. 150 nach Allenstein. Hier fungierte er ab 1. Oktober 1913 als Kompaniechef.

### Erster Weltkrieg
Mit Ausbruch des Ersten Weltkriegs und der Mobilmachung kam Haenicke mit seinem Regiment an der Ostfront zum Einsatz und kämpfte in der Schlacht bei Tannenberg. Am 2. Dezember erfolgte die Ernennung zum Kommandeur des II. Bataillons, mit dem er nunmehr an der Westfront eingesetzt wurde. Ab 19. August 1918 war er Führer des Ersatz-Bataillons.

### Reichswehr
Nach Kriegsende wurde Haenicke am 12. November 1918 Kommandeur des Feld-Rekrutendepots der 37. Division und zwei Monate später setzte man ihn wieder als Kommandeur des II. Bataillons ein, das er bis zur Demobilisierung führte. Aus Teilen dieser Einheit rekrutierte sich dann unter seiner Führung das Freiwilligen-Bataillon Haenicke. Er wurde am 1. Mai 1920 in die Reichswehr übernommen und dem Stab des Reichswehr-Infanterie-Regiments 20 zugeteilt. Dort erfolgte am 18. Mai 1920 die Beförderung zum Major und seine Verwendung vom 1. Oktober 1920 bis 30. September 1921 beim Stab des 2. (Preußisches) Infanterie-Regiments. Anschließend versetzte man Haenicke in den Stab der 1. Division nach Königsberg. Von dort kam Haenicke am 1. April 1924 nach München an die dortige Zentrale Infanterieschule, wo man ihn zunächst als Lehrer einsetzte sowie am 1. Oktober 1925 zum Oberstleutnant beförderte. Nach der Verlegung der Schule nach Dresden war er dort zuletzt Lehrgangsleiter und wurde am 1. Oktober 1928 zum Stab des 3. (Preußisches) Infanterie-Regiments nach Deutsch Eylau versetzt. Als Oberst (seit 1. Februar 1929) erfolgte am 1. November 1930 seine Ernennung zum Kommandeur des 2. (Preußisches) Infanterie-Regiments. Zum Generalmajor wurde er am 1. April 1932 befördert. Seine Verabschiedung aus dem militärischen Dienst erfolgte am 30. September 1932.
Im Zivilleben war er von Mai 1933 bis Juni 1935 Intendant des Reichssenders Königsberg.

### Zweiter Weltkrieg
Haenicke wurde am 1. Juni 1938 reaktiviert, zur Verfügung des Heeres gestellt und am 8. August 1939 zum Kommandeur der 61. Infanterie-Division ernannt. Mit dem Verband beteiligte er sich bei Beginn des Zweiten Weltkriegs zunächst am Überfall auf Polen und nahm als Teil der 3. Armee an der Eroberung Warschaus teil. Nach der Beendigung des Überfalls auf Polen wurde Haenicke am 1. November 1939 zum Generalleutnant befördert. Er kommandierte die Division dann im Westfeldzug sowie beim Überfall auf die Sowjetunion. Am 27. April 1942 erfolgte seine Ablösung sowie seine Versetzung in die Führerreserve. Unter gleichzeitiger Beförderung zum General der Infanterie am 1. April 1942 wurde Haenicke mit der Führung des XXXVIII. Armeekorps beauftragt. Vom 1. Juli bis 30. September 1942 befand er sich ein weiteres Mal in der Führerreserve und fungierte anschließend zunächst als Wehrkreis-Befehlshaber, dann als Befehlshaber Heeresgebiet Generalgouvernement. In dieser Funktion ordnete er im Oktober 1943 die Beteiligung der Wehrmacht an der Niederschlagung eines Aufstandes der Gefangenen im Vernichtungslager Sobibor an. Am 31. Januar 1945 erfolgte seine Versetzung wieder in die Führerreserve und am 8. Mai 1945 schied er aus dem aktiven Dienst aus und wurde in den Ruhestand verabschiedet. Zu diesem Zeitpunkt hielt er sich in Bad Lausick auf.

### Inhaftierung und Tod in der Sowjetischen Besatzungszone
Haenicke wurde von der sowjetischen Besatzungsmacht am 20. Juli 1945 verhaftet. Von September bis Oktober 1945 war Haenicke Leiter der deutschen Selbstverwaltung der Inhaftierten im sowjetischen NKWD-Speziallager Nr. 1 Mühlberg. Sein Nachfolger auf diesem Posten Walther Haller teilte ihn im Oktober 1945 zur Leitung des Jauchekommandos im Lager ein. Haenicke verstarb am 19. Februar 1946.

## Auszeichnungen
- Eisernes Kreuz (1914) II. und I. Klasse[4]
- Ritterkreuz des Königlichen Hausordens von Hohenzollern mit Schwertern[4]
- Preußisches Dienstauszeichnungskreuz[4]
- Pour le Mérite am 14. Juni 1918[5]
- Verwundetenabzeichen (1918) in Schwarz[4]
- Hanseatenkreuz Hamburg[4]
- Österreichisches Militärverdienstkreuz III. Klasse mit der Kriegsdekoration[4]
- Ritterkreuz des Eisernen Kreuzes am 17. September 1941[5]
- Deutsches Kreuz in Gold am 4. September 1942[5]

Haenicke war einer von lediglich 19 Soldaten, die im Ersten und Zweiten Weltkrieg mit der höchsten deutschen Tapferkeitsauszeichnung – dem Pour le Mérite und dem Ritterkreuz des Eisernen Kreuzes – ausgezeichnet wurden.